# 투명한 색
《투명한 색》(일본어: 透明な色)은 일본의 여성 아이돌 그룹 노기자카46의 1번째 정규 음반이다.

## 수록곡

### DISC 1
1. OVERTURE
(작곡·편곡: 쿄다 세이치)
2. ぐるぐるカーテン / 빙글빙글 커튼
(작사: 아키모토 야스시 / 작곡: 쿠로스 카츠히코 / 편곡: 유아사 아츠시)
3. おいでシャンプー / 이리와 샴푸
(작사: 아키모토 야스시 / 작곡: 오다기리 다이 / 편곡: TATOO)
4. 走れ！Bicycle / 달려! Bicycle
(작사: 아키모토 야스시 / 작곡: Shusui, 이토 료, 키무라 아츠시, 히로이즘 / 편곡: TATOO)
5. 制服のマネキン / 교복의 마네킹
(작사: 아키모토 야스시 / 작곡: 스기야마 카츠히코 / 편곡: 햣코쿠 하지메)
6. 君の名は希望 / 너의 이름은 희망
(작사: 아키모토 야스시 / 작곡: 스기야마 카츠히코 / 편곡:스기야마 카츠히코, 아라키 타츠로)
7. ガールズルール / 걸즈 룰
(작사: 아키모토 야스시 / 작곡·편곡:고토 코지)
8. バレッタ / 바렛타
(작사: 아키모토 야스시 / 작곡: 사이토 요시히로 / 편곡: 와카타베 마코토)
9. 気づいたら片想い / 깨닫고 보니 짝사랑
(작사: 아키모토 야스시 / 작곡: Akira Sunset / 편곡: 유아사 아츠시)
10. 夏のFree＆Easy / 여름의 Free&Easy
(작사: 아키모토 야스시 / 작곡: 이노우에 토모노리 / 편곡: 하시모토 코타)
11. 何度目の青空か？ / 몇 번째 푸른 하늘인가?
(작사: 아키모토 야스시 / 작곡: 카와우라 마사히로 / 편곡: 햣코쿠 하지메)
12. 誰かは味方 / 누군가는 아군
(작사: 아키모토 야스시 / 작곡: 사사키 유)
13. 革命の馬 / 혁명의 말
(작사: 아키모토 야스시 / 작곡·편곡: 이세 요시후미)
14. 僕がいる場所 / 내가 있는 장소
(작사: 아키모토 야스시 / 작곡: 스기야마 카츠히코 / 편곡: 스기야마 카츠히코, 아리키 타츠로)
15. あなたのために弾きたい / 당신을 위해서 연주하고 싶어
(작사: 아키모토 야스시 / 작곡: 콘도 케이치 / 편곡: 카시와라 노부히코)

### DISC 2
Type-A, Type-B만
1. 他の星から / 다른 별에서
(작사: 아키모토 야스시 / 작곡·편곡: Sugaya Bros.)
2. 私のために 誰かのために / 나를 위해서 누군가를 위해서
(작사: 아키모토 야스시 / 작곡: 스기야마 카츠히코 / 편곡: 스기야마 카츠히코, 아리키 타츠로)
3. せっかちなかたつむり / 성급한 달팽이
(작사: 아키모토 야스시 / 작곡: 야마모토 카츠히코 / 편곡: 유아사 아츠시)
4. 涙がまだ悲しみだった頃 / 눈물이 아직 슬픔이었던 시절
(작사: 아키모토 야스시 / 작곡: 우치다 토모유키 / 편곡: TATOO)
5. 無口なライオン / 말 없는 라이온
(작사: 아키모토 야스시 / 작곡·편곡: 슈스이, 히로이즘)
6. 世界で一番 孤独なLover / 세상에서 가장 고독한 Lover
(작사: 아키모토 야스시 / 작곡: 카와하라 미네아키 / 편곡: 햣코쿠 하지메)
7. あの日 僕は咄嗟に嘘をついた / 그 날 나는 순간적으로 거짓말을 했다
(작사: 아키모토 야스시 / 작곡: 미와 토모야 / 편곡: 쿄다 세이치)
8. 13日の金曜日 / 13일의 금요일
(작사: 아키모토 야스시 / 작곡: 아미모토 나오노부 / 편곡: 유아사 아츠시)
9. 失いたくないから / 잃고 싶지 않으니까
(작사: 아키모토 야스시 / 작곡: 에비하라 랜스 / 편곡: 시오카와 미츠루)
10. ダンケシェーン / 당케 쇤
(작사: 아키모토 야스시 / 작곡·편곡: Akira Sunset, C#)
11. 傾斜する / 경사지다
(작사: 아키모토 야스시 / 작곡: 하세가와 신 / 편곡: 사사키 유)
12. なぞの落書き / 수수께끼의 낙서
(작사: 아키모토 야스시 / 작곡: 카타기리 슈타로 / 편곡: 노나카 “마사” 유이치)
13. 自由の彼方 / 자유의 저편
(작사: 아키모토 야스시 / 작곡: 야마다 토모카즈 / 편곡: 스미야 쇼헤이)
14. ひとりよがり / 독선
(작사: 아키모토 야스시 / 작곡: 스기야마 카츠히코 / 편곡: 스기야마 카츠히코, 아리키 타츠로)

### DVD
Type-A만
- LIVE 영상

1. 《한여름의 전국 투어 2013 FINAL! (2013년 10월 6일)》 (국립 요요기 경기장 제1체육관) 60분 노 커트 영상

## 선발 멤버

### 누군가는 아군
- 에토 미사, 사쿠라이 레이카, 와카츠키 유미

### 혁명의 말
- 아키모토 마나츠, 시라이시 마이, 타카야마 카즈미, 하시모토 나나미, 후카가와 마이, 마츠무라 사유리

### 내가 있는 장소
- 정규 멤버: 아키모토 마나츠, 이쿠타 에리카, 이코마 리나, 에토 미사, 사이토 치하루, 사쿠라이 레이카, 시라이시 마이, 타카야마 카즈미, 니시노 나나세, 하시모토 나나미, 후카가와 마이, 호시노 미나미, 호리 미오나, 마츠무라 사유리, 와카츠키 유미
- 교환 유학생: 마츠이 레나

### 당신을 위해서 연주하고 싶어
- 이쿠타 에리카

### 경사지다
(센터:코지마 하루나)
- AKB48: 코지마 하루나
- 이코마 리나, 이토 쥰나, 카와고 히나, 카와무라 마히로, 사이토 유리, 사가라 이오리, 사사키 코토코, 스즈키 아야네, 테라다 란제, 나카다 카나, 나가시마 세이라, 노죠 아미, 야마자키 레나, 와타나베 미리아, 와다 마야

### 수수께끼의 낙서
- 호시노 미나미, 호리 미오나, 사이토 아스카

### 자유의 저편
- 정규 멤버: 이토 카린, 이토 마리카, 이노우에 사유리, 카와무라 마히로, 카와고 히나, 키타노 히나코, 사이토 아스카, 사이토 유리, 신우치 마이, 나카다 카나, 나가시마 세이라, 나카모토 히메카, 노죠 아미, 하타나카 세이라, 히구치 히나, 야마토 리나, 와다 마야
- 연구생: 이토 쥰나, 사가라 이오리, 사사키 코토코, 스즈키 아야네, 테라다 란제, 야마자키 레나, 와타나베 미리아

### 독선
- 니시노 나나세